# Петрушино (Пермский край)
Петрушино — деревня в Кочёвском районе Пермского края. Входит в состав Кочёвского сельского поселения. Располагается юго-западнее районного центра, села Кочёво. Расстояние до районного центра составляет 11 км. По данным Всероссийской переписи населения 2010 года, в деревне проживало 6 человек (3 мужчины и 3 женщины).

## История
По данным на 1 июля 1963 года, в деревне проживало 38 человек. До конца 1962 года населённый пункт входил в состав Дуровского сельсовета, а в 1963 году деревня вошла в состав Кочёвского сельсовета.